# Claire Hamilton
Claire Hamilton (Dumfries, 31 januari 1989) is een curlingspeler en baanwielrenster uit Schotland in het Verenigd Koninkrijk.
Hamilton nam voor Groot-Brittannië deel aan de Olympische Winterspelen van 2014 op het onderdeel curling, en behaalde daarbij de bronzen medaille.
In 2014 stopte ze met curling, en ging vervolgens aan baanwielrennen doen, en reed in 2014 op het Schots nationaal kampioenschap op de baan.